# Potifar (system przeciwradarowy)

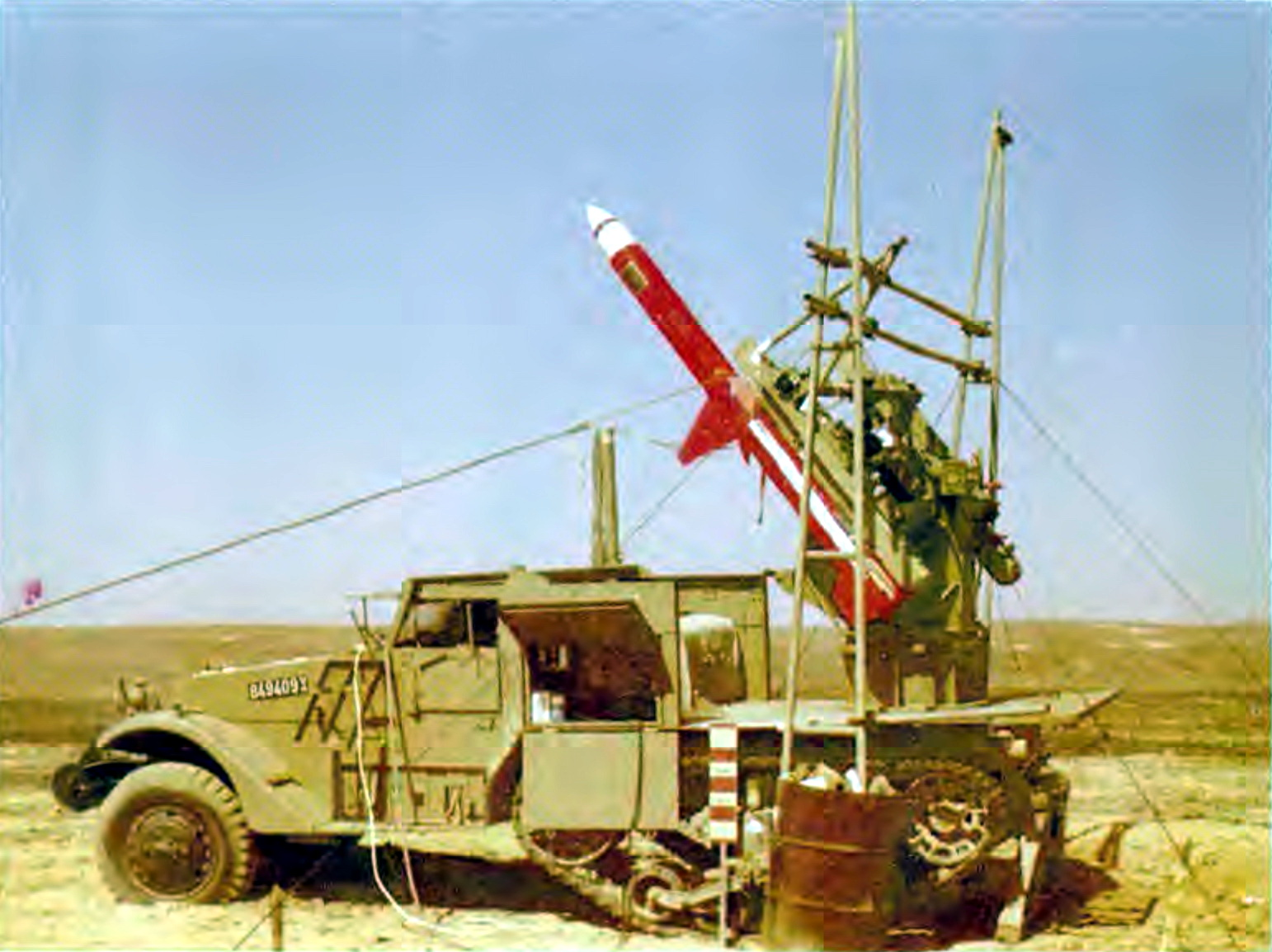
System Potifar z pociskiem AGM-45 Shrike.

Potifar (hebr. פוטיפר) – izraelski system przeciwradarowy rozwijany przez Israel Aerospace Industries (IAI). Prace nad jego rozwojem zakończono w 1973 roku, ale system nie został nigdy użyty. Zastąpił go system Kilszon.

## Historia
Pod koniec wojny Jom Kipur IAI ogłosiła, że udało jej się opracować system przeciwradarowy zdolny do wystrzeliwania pocisków nie z powietrza, a z ziemi. Potifar stanowił połączenie pojazdu półgąsienicowego radzieckiej konstrukcji i amerykańskiego pocisku przeciwradarowego AGM-45 Shrike . Pocisk miał być wystrzeliwany przy pomocy specjalnego systemu opracowanego w zakładach IAI. Propozycja ta zainteresowała przedstawicieli Sił Obronnych Izraela, ponieważ izraelska armia od jakiegoś czasu wyrażała zainteresowanie nabycia broni, która pozwoliłaby niszczyć syryjskie i egipskie radary systemów przeciwlotniczych. Pomysł ten jak na tamte czasy był w Izraelu uważany za nowatorski .
W 1975 roku na poligonie pod Dimoną odbyły się symulacje ataku na syryjskie stacje radarowe obsługujące zestawy rakiet ziemia-powietrze. Próby zakończyły się niepowodzeniem. Członkowie IAI i wojskowi doszli do wniosku, że system należałoby skomputeryzować. Przedstawiciele Sił Powietrznych Izraela uznali, że system może zostać skomputeryzowany, ale proces ten zająłby prawie pięć lat i wymagałby oddelegowania ok. 200 osób, a takiego wysiłku lotnictwo izraelskie nie mogło wówczas ponieść. Kolejną wadą systemu był zasięg. Zastosowane systemy pozwalały na  rażenie celów oddalonych tylko na 11 km od Potifara.
Sytuacja ta spowodowała, że porzucono prace rozwojowe nad Potifarem, ale nie zaprzestano prac nad systemami przeciwradarowymi w ogóle. Następcą Potifara stał się Kachlilit/Kilszon, czyli zmodyfikowana wyrzutnia pocisków AGM-45 Shrike z dodatkowym silnikiem odrzutowym, o skutecznym zasięgu 50-70 km, na podwoziu czołgu M4A1 Sherman .